# Metacatharsius wittei
Metacatharsius wittei är en skalbaggsart som beskrevs av Ferreira 1964. Metacatharsius wittei ingår i släktet Metacatharsius och familjen bladhorningar. Inga underarter finns listade i Catalogue of Life.